# 전갱이
전갱이(영어: Japanese horse mackerel)는 전갱이과의 물고기로 학명은 Trachurus japonicus이다.

## 특징
몸길이 40cm 가량으로 긴 유선형이다. 방패 지느러미가 발달해 있고 몸빛깔은 등쪽이 암청색, 배쪽이 은백색이다. 난류성 회유어로서 한국에는 봄, 여름에 걸쳐 떼를 지어 북상한다. 일반적으로 남쪽에 사는 전갱이일수록 몸빛깔이 짙으며, 수온이 낮은 북쪽에 사는 전갱이는 몸빛깔이 연하다. 맛이 좋아 상품성이 높다. 산란기가 되면 따뜻한 쿠로시오 난류를 따라 북쪽을 향해 올라온다. 수온이 높은 남쪽 해역에서는 두세 번, 북쪽 해역에서는 한 번 산란하는 것으로 알려져 있다.

## 산란기
일반적으로 산란 기간이 다른 물고기에 비해 긴데, 해역과 계절에 따라 차이가 있다. 대한민국 남해안에서는 6-8월이 산란기이다. 적정 수온은 10-25 °C이며, 자라면서 점차 수심이 깊은 곳으로 이동한다. 보통 수심 50–275 m (164–902 ft)에서 무리를 지어 다니며, 날씨가 좋으면 위로 올라온다. 갑각류나 작은 물고기를 먹고 산다. 주로 낮에 먹이를 잡아먹으며, 일단 먹이를 빨아들이면 한 번 토하는 습성이 있다. 수명은 6-7년이며 한국 근해와 일본 근해, 동중국해에 분포한다. 보고된 바에 의하면, 몸무게 최대 0.66 kg (1.5 lb)이며 최장 수명 12년이다.